# Fernando Scarpa
Fernando Scarpa (Milano, 10 dicembre 1968) è un regista, regista teatrale e attore teatrale italiano.

## Film
Fernando Scarpa è laureato in regia cinematografica alla New School University di New York.
Dal 2011, Fernando insegna ‘Regia cinematografica e televisiva’ alla UCLA Extension.
Il suo cortometraggio di debutto, ‘Brothers’, ha vinto Miglior Cortometraggio, Miglior Sceneggiatura e Miglior Debutto alla Regia al 'New York International Independent Film and Video Festival' in Los Angeles e New York nel 2006.
Nel 2013 ha prodotto, insieme a Marco Beltrami, il cortometraggio ‘Band’, diretto da Coleman Beltrami.
Nel 2014 ha scritto e diretto ‘Doradus’, una moderna storia di fantasmi. Fernando ha descritto 'Doradus' come un possibile episodio pilota per una serie TV.

## Teatro
Fernando Scarpa ha studiato all'Accademia Nazionale di Arte Drammatica Silvio D'Amico a Roma. Nel 1990 ha iniziato la sua carriera teatrale e ha ricevuto vari riconoscimenti in Europa. Nel 1999 è stato assistente personale dell'attore e regista austriaco Klaus Maria Brandauer al Burgtheater di Vienna.
Dal 2001 al 2005, Scarpa ha diretto il teatro della città culturale di Wittenberg in Germania. Tra gli altri, in quel periodo ha diretto Amleto, Faust, e Martin Lutero, per il quale nel 2004 ha ricevuto un Premio Nazionale Tedesco e ottima reazione da critica e pubblico. Nello stesso periodo, Scarpa è stato Supervisore Artistico per il teatro des Westens, Berlino per produzioni musical, e ha lavorato come regista televisivo per RaiUno e le emittenti tedesche ZDF e SAT1. Nel 2007, Scarpa ha diretto il musical Martin Luther King - the King of Love alla Chiesa della Memoria di Berlino.
Negli Stati Uniti, Scarpa ha continuato la sua carriera teatrale, insieme a quella cinematografica e didattica. Nel 2010, ha diretto The Memoirs of Dr. Q., uno spettacolo di Karen Maxwell e Enrico IV, di Luigi Pirandello. Nel 2011, ha diretto Viaggio in Italia di Goethe al Rossellini Theater di Los Angeles. Nel 2012, Fernando ha scritto e diretto Galileo 1610, storia delle scoperte di Galileo Galilei. Per il Saban Theater di Los Angeles, ha diretto la commedia Intimations of Mortality di Ivan Rothberg e Jeanne Grandilli. Nel 2013, Scarpa ha recitato il ruolo di Paolo nella commedia Luigi, scritta da Louise Munson e diretta da Annie McVey, al VS Theater di Los Angeles. Nel 2014, ha diretto Romeo e Giulietta, (interpretati da Rob August e Sara Francine) al Rossellini Theater di Los Angeles. Lo spettacolo Galileo 1610 verrà replicato nel 2014.